# Резня в Нириме
Резня в Нириме (ивр. הטבח בנירים‎) — массовые убийства, произошедшие на праздник Симхат Тора 7 октября 2023 года в рамках внезапного нападения ХАМАСа на Израиль, в ходе которого около 50 боевиков террористической организации ХАМАС из сектора Газа вторглись в кибуц Нирим на юге Израиля, но им дали отпор 4 защитника. По меньшей мере 5 человек погибли в резне, и многие были ранены, а ещё четверо мирных жителей было похищено.

## Предыстория
Кибуц Нирим находится в северо-западной части пустыни Негев недалеко от сектора Газа. Он был основан в 1946 году «Ниром», небольшой командой молодых пионеров Ха-шомер ха-цаир. Экономика Нирима основана на сельском хозяйстве: обширные полевые культуры, плантации авокадо, теплицы и дойные коровы. В кибуце проживает около 500 человек, в том числе около 130 детей.
В пятницу отмечали 77-й день рождения кибуца Нирим, а на следующий день случилась беда. Утром 7 октября 2023 года ХАМАС предпринял внезапную атаку на Израиль. Под прикрытием обстрела Израиля тысячами ракет 2500 террористов проникли с земли, моря и по воздуху в израильские поселения и на военные объекты. Террористы вступили в перестрелки с небольшим количеством сил безопасности и продвинулись к поселениям, где убили 1080 мирных жителей, 55 полицейских и 300 солдат и похитили в сектор Газа по меньшей мере 229 человек, включая женщин, стариков и младенцев.

## Ход событий
Утром 7 октября 2023 года в кибуц Нирим прибыли около 50 террористов, вооружённых автоматами, гранатами и РПГ. Террористы жгли дома, стреляли и бросали гранаты. Когда житель кибуца, офицер полиции капрал Амит Леви, находившийся в отпуске с работы, услышал звуки выстрелов, он взял имевшуюся у него винтовку М16 и вместе с Даниэлем Меиром и ещё двумя членами дежурного отряда дал террористам бой. Всего в резервной группе должно быть десять человек, но из-за того, что террористы атаковали их дома, они не успели встать на защиту. По данным раввината, после боя они заняли командную позицию на крыше. Террористы, осознав, что они в невыгодном положении, решили отступить из Нирима.
Дополнительные силы Нухбы прибыли на мотоциклах и фургонах. Во время боя со своей позиции на крыше ударный вертолет Армии обороны Израиля вступил в контакт с защитниками. Была достигнута договорённость, что они будут противостоять террористам внутри кибуца, а вертолет будет наносить авиаудары по целям вблизи забора и за его пределами. Это интенсивное столкновение с башни продолжалось около двух часов. Первый солдат ЦАХАЛа из подразделения «Дувдеван» вошёл в кибуц Нирим в 13:41, то есть спустя 7 часов и 11 минут после начала резни и смогли нейтрализовать террористов. Среди выживших в резне был Шай Леви, военный корреспондент «Мако», находившийся в защитной комнате, который освещал последовательность событий.
Террористы устроили хаос в кибуце. Была запущена краудфандинговая кампания по восстановлению кибуца, в ходе которой за несколько дней было собрано более полумиллиона шекелей.

## Жертвы резни
Были убиты минимум пять человек.
Из кибуца были похищены четверо: 79-летняя Хана Перри, 51-летний Надав Поплевелл и супружеская пара Ягав и Римон Бухстаб.

## После резни
Вечером в субботу 14 октября военные самолёты ЦАХАЛа в секторе Газа убили Биллала аль-Кадера, командира в бригаде «Изз ад-Дин аль-Кассам», который был ответственен за резню в Нир-Озе и Нириме.

### Вызволение из неволи
24 ноября из неволи удалось вызволить Ханну Пери, 79 лет, похищенную из кибуца Нирим, где она была с двумя своими сыновьями Рои и Надавом. Первого спустя некоторое время после 7 октября нашли убитым, а судьба второго неизвестна

## Память
7 ноября 2023 года по всему Израилю был объявлен «День гражданского траура».